# デート・ア・ライブ
『デート・ア・ライブ』（DATE A LIVE）は、橘公司による日本のライトノベルおよびそれを原作とするメディアミックス作品。イラストはつなこが担当。富士見ファンタジア文庫（富士見書房→KADOKAWA）より2011年3月から刊行されている。略称は「デアラ」。

## 概要
橘にとっては『蒼穹のカルマ』以来の長編となる。「秘密組織のメンバーが大真面目にギャルゲーをやっていたら」をコンセプトにしており、強大すぎる力を持つがゆえに人類から排除の対象となっている精霊の少女とごく普通の少年の交流を描いた作品。「みんなで選ぶベストラノベ2011」ではインパクト部門で4位を獲得している。「電子書籍アワード2014」ライトノベル部門では4位を獲得している。2019年3月時点で全世界シリーズ累計部数は600万部を突破している。
第1巻の刊行当初からテレビCMなどで積極的な広報展開が行われており、シリーズ開始から1年足らずの2011年11月の時点でアニメ化企画が進行していることが発表された。
2013年5月18日からは短編『デート・ア・ライブ アンコール』、2017年3月18日からは東出祐一郎が著書、NOCOがイラストを担当するスピンオフ作品『デート・ア・ライブ フラグメント デート・ア・バレット』が刊行されている。後者では本編の登場人物の一人である時崎狂三を主人公とした、本編ではほとんど語られない「隣界」を舞台にした物語が展開される。2022年1月20日にはシリーズ10周年を記念したアンソロジー『デート・ア・ライブ アナザールート』が刊行された。

## あらすじ
西暦1981年。謎の生命体・精霊の出現により起こる大災害・空間震が発生するようになって、約30年が経った世界。
西暦2011年。妹と2人暮らしの高校生・五河 士道は、人間に絶望する精霊と出会う。そして、妹・琴里から、自分が精霊と交渉して、世界と精霊両方を救うことのできる存在であることを知らされる。しかし、その方法は「精霊とデートして、デレさせる」というものだった。
妹の理不尽な訓練の末、再び精霊の少女と出会った士道は彼女に十香という名をつける。
そして、士道は、様々な精霊たちとの”デート”を繰り返していく中で、自らの出自、さらには精霊という存在の詳細、それを取り巻く陰謀を知ることになる。

## 登場人物
「声」はアニメ版およびゲーム版の担当声優。

### 主要人物
五河 士道（いつか しどう）
声 - 島﨑信長、有賀由樹子（子供時代）
本作の主人公。都立来禅（らいぜん）高校2年4組。幼い頃に母親に捨てられ、五河家に引き取られた経緯を持つ。年齢が1桁の時に母親を失ったため、他者の絶望に対して非常に敏感で、初対面で十香の絶望にいち早く気付いた。義理の両親は一緒に家を空けることが多いため、家事や炊事は得意。人並み外れた力の持ち主である為、周囲から疎まれた過去がある。また8歳頃に漫画を書いて妄想を膨らませていた過去がある（内容は、自分がスーパーヒーローになると言う話で本人曰く黒歴史とのこと）。
キスによって精霊の霊力を吸収・封印し、その霊力を自分のものとして行使することもできるという特殊な体質を有しており、対話による精霊被害の減少を目指す〈ラタトスク〉という機関によって半ば強制的に精霊との交渉役に抜擢されてしまった。本人も最初は戸惑っていたものの、十香や四糸乃との触れ合いを通して次第に精霊たちを助けたいと思うようになり、自らの意思で精霊との交渉役を務めることを決意する。また、男嫌いの誘宵美九と交渉する為に五河士織（いつか しおり）（声 - 藏合紗恵子）という偽名で女装したこともあり、その時の姿は実妹である崇宮真那によく似ている。
優しく繊細で純粋かつ素直な性格。口が少々悪いものの、困っている者や悲しんでいる者を放って置くことの出来ない心優しい少年。十香や四糸乃に好意を寄せられるが、地味な見た目と口の悪さからクラスの女子からの人気はイマイチで、殿町主催の「恋人にしたい男子ランキング」では52位と高くも低くもないが、非常に辛辣に扱われている。男女交際経験が無いため、琴里や令音主導で男女交際のノウハウを学ぶための理不尽な訓練を課せられている。が、最近では十香、折紙といった美少女たちが人目も憚らずに好意を寄せるようになった他、人間に扮した精霊たちにベッタリされている様が目立つようになり、男子から嫉妬を、女子からは軽蔑を買っている。
キスによって精霊の力を封印、無力化する能力を有するものの、相手がある程度心を開いていてくれなければ効果が無い。また、複数の精霊の力を体内に封印しているため、致命傷を負っても炎と共に再生する能力がある。これは琴里の霊力によるもので、彼女が精霊の力を取り戻した際は一時的に失われた。更に、士道と精霊との間には見えない経路（パス）のようなものが通っており、精霊の精神状態が不安定になると経路を通して力が逆流してしまうこともあるが、精神が落ち着くと元通りになる。
士道の出生の秘密には、崇宮 澪が深く関わっている。その正体は、崇宮 真那の兄の崇宮 真士の亡骸を澪が分解して宿し産んだ存在であり、急速に進化した突然変異生物（真士の生まれ変わりでもあり、澪の子供とも言える）。士道の宝物である熊のぬいぐるみは、元々は彼の前世である真士が澪の為にクレーンゲームで当てた賞品であり、澪自身も気に入っていたらしく、赤ん坊だった士道を慰める為に使っているうちに士道も気に入り、澪が五河家に士道を預けた際に譲った。
夜刀神 十香（やとがみ とおか）
声 - 井上麻里奈
本作のヒロインの一人。大爆発と共に士道の前に現れた精霊の少女。膝まであろうかという夜色の髪と水晶の瞳を持つ絶世の美少女。名前を持たなかったことから、2人が初めて会った日である4月10日から“十香”と命名される。地上に現れてからまだ間もないため、実質的に0歳だが士道たちの計らいで、表面上は16歳ということになっている。成績に関しては不明だが、少なくとも常用の漢字は書けるレベルではあるらしい。
類を見ない大食いで、その勢いは店一軒分の食料が切れる程で、その度に士道にも呆れられ彼の財布はいつも空になっている。また、本人曰く、フライパンを食っても死なない体質。好物は、地上で最初に食べた、きなこパン。
その正体は、霊結晶から生まれた「心」を持った純粋な精霊。澪曰く「自分の不要な感情が流れ込んだから」らしいが、士道からは「俺に出会うために生まれてきたんだ」と説得する。また、崇宮 澪の消滅は、彼女や全ての霊結晶（セフィラ）の消滅を意味する。その事実を知った士道は苦悩するもそんな彼を優しく接するなど、士道や精霊になった少女達の影響で人間のような感情に芽生えていることに士道は気付く。士道と再び出会うことを信じ、自らその悲しき「運命」を受け入れるようになっていく。
言葉遣いが古風で、長母音「ー」を「ァ」「ィ」「ゥ」「ェ」「ォ」で発音し（デートは「デェト」、クッキーは「クッキィ」、など）、昼食を昼餉（ひるげ）、お金を金子（きんす）と呼ぶ。人の名前は基本的に漢字で呼ぶが、士道だけはカタカナで「シドー」と、仲の悪い折紙はフルネームで「鳶一折紙」と呼んでいたが、折紙が精霊となった後は名前で呼ぶようになっている。アニメ版では声優のイントネーションの都合上、長母音部分は普通に発音している。
明るく純粋な心の持ち主だが、人間社会の知識をほとんど持たず、人間に紛れて生活するようになっても物事を間違って解釈したり、無邪気で子供っぽい行動を起こすこともしばしばである。そのせいか、空気が読めない言動をして、周囲からあきれられることもある。
識別名は〈プリンセス〉。霊装は紫色の鎧とドレスを混同したような公女型霊装〈神威霊装・十番（アドナイ・メレク）〉。発顕する天使は巨大な玉座とそこに収められた大剣〈鏖殺公（サンダルフォン）〉。細分化された玉座と剣を一体化することにより、全てを破壊する【最後の剣（ハルヴァンヘレヴ）】となる。一振りで山をも両断する凄まじい破壊力を誇る反面、力の制御を誤ると暴走してしまうという欠点を持つ。加えて全ての力を剣に集中させるため一瞬無防備状態になる。細分化された玉座を剣ではなく、全身に鎧の様に纏う【装（レートリヴシュ）】も存在する。
反転時には黒い公女型霊装を身に纏い、発現した魔王である黒い玉座の大剣〈暴虐公（ナヘマー）〉を使い、さらに玉座と一体化させることで発する黒い光に触れるだけでも片っ端から物体を消滅させる【終焉の剣（ペイヴァーシュヘレヴ）】となる、反転前の十香とは違い性格も冷酷無比かつ狂暴な暴君のような性格に変化している。
「新しくキャラクターを作る時に性格と身体的特徴（ルックス）のどちらを優先して作るのか」という問いに対して橘は、十香の場合は同時進行であると述べている。
鳶一 折紙（とびいち おりがみ）
声 - 富樫美鈴
本作のヒロインの一人。スピンオフ作品『デート・ア・ストライク』の主人公。士道のクラスメイト。白いショートカットの髪をした、無表情で士道に関すること以外は無感動な人形のような美少女。頭脳明晰でおまけにスポーツ万能な天才少女。しかし、一方で人前で感情を表すことはあまり無く、話しかけられても無視したり、休み時間も1人で本を読んでいる。他人の名前を呼ぶときは基本的にフルネームで呼んでいるが、士道のみ自宅に招いてからは名前で呼び合っている。明朗快活で愛想の良い十香とは正反対の無愛想な性格のため、彼女とは仲が非常に悪く士道を巡って常に口喧嘩をしている。
裏の顔は、陸上自衛隊の対精霊部隊・ASTの隊員。階級は一曹で、若年ながら高い戦闘能力を持ち、ウェストコットからは「万人に一人の天才」と称される。
5年前の8月3日に、〈イフリート〉が起こした火災の際に天使のような精霊に父親（声 - 利根健太朗）と母親（声 - 大津愛理）を殺されたことから、精霊という存在全てを憎んでおり、両親を殺した精霊に復讐するため戦い続けていた。しかし目的のために無謀な行動を取ることが多く、隊長の燎子からよく注意を受けていた。
士道にだけは分かりづらい好意を持っており、彼に関することにのみ抜群の行動力を発揮する。士道の情報は身長・体重から詳しい健康状態まで正確に把握しており、さらに彼の実妹である真那に「（士道の）恋人」と名乗り、自身を「義姉さま」と呼ばせている。恋愛についての知識は極端に偏っており、士道が最初に部屋を尋ねた際は、メイド服で出迎えたり、大量の精力剤を茶と偽って飲ませた上、突然シャワーを浴びに行ってバスタオル1枚で士道の前に現れたりと、頓珍漢かつ肉食系過ぎる行動を起こしている。
〈ファントム〉によって精霊化し、紆余曲折の末5年前の真実を知り暴走し反転するが士道達の苦力により元に戻り歴史改変されたことにより改変前の人格と改変後の人格が存在することになった。
後に〈ラタトスク〉からCR-ユニット〈ブリュンヒルデ〉を供与された。
識別名は〈エンジェル〉。霊装はドレスとスカート（白色）、頭部を囲う浮遊するリングから流れるベールのウェディングドレスのような天使型霊装〈神威霊装・一番（エヘイエー）〉。発顕する天使はいくつもの細長い羽状のパーツで構成される王冠型の翼〈絶滅天使（メタトロン）〉。組み合わせを変えることで攻撃方法が変わる。円環状に組み合わさって幾千幾万もの破壊力を帯びた粒をばらまく【日輪（シェメッシュ）】、翼の形状にして高速移動形態となる【天翼（マルアク）】、羽がバラバラに動き霊装を軽く貫通する光線を放つ無数の遠隔操作型攻撃端末となる【光剣（カドゥール）】、王冠型に組み合わさり十香の【最後の剣】と伍すると思われる威力の砲を放つ【砲冠（アーティリフ）】。
反転した状態での識別名は〈デビル〉。喪服のような黒い天使型霊装を身に纏い、発現した魔王は黒く染まった『羽』を無数に展開し、闇色の光線を発する〈救世魔王（サタン）〉。自分が両親を殺してしまった事実から、全てに対して虚無となっていた。登場としては初期からではあるが、途中で精霊と化したために「第8の精霊」としてカウントされる。
五河 琴里（いつか ことり）
声 - 竹達彩奈
本作のヒロインの一人。14歳になる士道の義理の妹。赤色の髪と紅玉の瞳を持つ。ツインテールが特徴のかわいらしい少女だが、〈ラタトスク〉の司令官という顔を持ち、士道を交渉役に精霊との対話による空間震災害の根絶を目指す。
上記の通り士道とは血の繋がりのない赤の他人ではあるが、幼い頃より苦楽を共にしていく中でお互いを家族と認め合い、現在では血縁関係以上の信頼で結ばれている。星座占い・血液型占いにはまっている。
白いリボンをつけている時は明るく無邪気な性格の「妹モード」であるが、黒いリボンをつけると性格が一転して「司令官モード」に変わってしまう。「司令官モード」の際は毒舌かつクールで、義兄の士道に無理やり男女交際を学ばせたり、望んだ成果が得られないと彼の過去の痴態や失敗を容赦無い方法でばらすなど、同一人物とは思えないほど性格が変わる。ただし、これは自己暗示による公私の切り替えであるため、人格自体は変わっておらず、どちらの性格でも士道を慕うことは変わらない。公私のけじめをつけるためか、士道のことを「妹モード」の時には「おにーちゃん」、「司令官モード」の時には「士道」と呼び方を変えているが、「司令官モード」でもかなり動揺すると「おにーちゃん」と呼んでしまう。
士道が精霊との交渉（デート）を行う際は〈フラクシナス〉の司令室でその様子を監視しつつ、インカムを使って指示を飛ばしたりするが、的外れな命令を出して士道を危機に陥れてしまうこともしばしばある。チュッパチャプスが大好物で、作戦中も常にくわえている。
部下からの信頼と忠誠は極めて篤く、琴里が精霊とわかっても揺らぐどころか破壊衝動に苦しむ琴里を救うために団結し、率先して行動するほどである。琴里自身、自分の部隊に属している機関員のことは家族や子供同然に思っており、顔を合わせたこともない末端の隊員の顔、姓名、所属、階級など全て把握している。
識別名は〈イフリート〉。霊装は袖や裾が広がった和服と鬼を思わせる純白の2本の角を持つ〈神威霊装・五番（エロヒム・ギボール）〉。発顕する天使は炎の戦斧〈灼爛殲鬼（カマエル）〉。通常の戦斧形態に加え、棍の部分を腕に装着することで高熱線を放つ【砲（メギド）】の形態を持つ。身に纏った炎を防壁にして攻撃を防げる他、傷を負っても炎の力によって何度でも再生することが出来るなど、攻撃力・防御力・回復力ともに極めて高いが、霊力を使えば使うほどに破壊衝動が強くなり、最終的には人間としての自我が崩壊してしまう恐れがある。他の精霊と異なり、自身の精神状態をコントロールすることで精霊の力をある程度自由に使うことができる。精霊になった際は、自らの意思で空間震を起こすことができる。
上記の通り、霊力を封印した順番は最初ではあるが、精霊としての登場順では「第4の精霊」としてカウントされている。

### 精霊
氷芽川 四糸乃（ひめかわ よしの）
声 - 野水伊織
本作のヒロインの一人。第2の精霊。13、4歳くらいの少女の姿をしている。水色の髪と蒼玉の瞳を持ち、左手には眼帯をつけたコミカルなデザインのウサギのパペットをはめている。
極めて大人しい性格で、ASTに攻撃されても一切反撃せず常に逃げ回っているため、現界数こそ多いものの比較的危険度の小さい精霊と認識されている。
実は二重人格で、本来の人格である四糸乃と、パペットを付けた時にだけ現れるおしゃべりで冗談好きの“よしのん”の2つの人格が存在する。本来の人格である四糸乃は、人前ではしゃべることすらままならないほど臆病な性格。しかし同時に、他者を傷つけることを何よりも嫌っており、自分を殺そうとするAST隊員の攻撃に耐えるため、彼女らを傷つけないために自分の理想とする人格“よしのん”を生み出した。
識別名は〈ハーミット〉。霊装は緑色をベースとした模様の付いたレインコートのようなもの（雨の中、水を弾いていることから推測）で、ピンクのボタンと縫い目のついた大きなうさ耳付きフードと服の下部から垂れ下がったピンクのリボンの付いた白い尻尾のようなものがあり、足には白いリボンの付いた緑色の長靴を履いている隠者型霊装〈神威霊装・四番（エル）〉。発顕する天使は全長3メートルもある巨大なウサギの人形〈氷結傀儡（ザドキエル）〉。名の通り冷気を操る力を持ち、口から超低温のブレスを吐き出す。霊力を帯びた冷気は、弾丸や砲弾はおろか物体ではない随意領域やレイザーエッジすら凍らせてしまう。無数の氷の弾丸を飛ばしたり、防壁にしたりすることも可能。さらに、四糸乃が降らせる雨を凍結させることによって街中をほんの数分で氷漬けにすることもできるが、四糸乃が現界している間は絶えず雨が降り続くため、放っておくと氷の嵩がどんどん増大し、シェルターや街そのものを押し潰してしまう危険がある。四糸乃自身は水を自在に操る能力を持ち、水を弾丸のように飛ばして攻撃することが出来る。他には巨大な〈氷結傀儡〉を解き、鎧のように纏って冷気を集束させる【凍鎧（シリヨン）】を有する。雪山や降雪時などの雪がある状況下では雪を操ることが可能。
十香と同様、“よしのん”が外れるなどして精神状態が不安定になると精霊の力が逆流し、周囲に雨や凍結現象を起こしてしまう。同時に、やはり士道を助けたいと思った際は、不完全ながら霊装と天使を発現させた。霊力を封印される前の〈氷結傀儡〉は、いかにも獣らしく雄叫びしか口にしなかったが、封印後の不完全な〈氷結傀儡〉にはなぜか“よしのん”の人格が乗り移っていた。前者の場合は手元に“よしのん”のパペットが無く、後者の場合はきちんと手に持っていたためにそのような違いが生じたと思われるが、実は“よしのん”とは霊結晶に宿る意思そのもので四糸乃が反転して身体を“よしのん”に乗っ取られた際、自身の正体を明かしている。
時崎 狂三（ときさき くるみ）
声 - 真田アサミ
本作のヒロインの一人。第3の精霊で、スピンオフ作品『デート・ア・バレット』『魔術探偵・時崎狂三の事件簿』の主人公。顔の左半分を隠す長い黒髪の16歳くらいの少女の姿をしている。常にやや慇懃無礼ともいえるお嬢様口調で会話し、感情が昂ぶると「〜ですわ、〜ですわ」のように自分の言葉を繰り返す癖がある。十香や四糸乃と違い、学校に転校できるほど人間の社会に深く溶け込んでおり、その仕組みを理解・応用する知識を有する。分かっているだけでも1万人以上の人間を手にかけている最悪の精霊。さらに自らの影に人間を引きずり込んで“喰らい尽くす”ため、喰われた者を含めるとさらに手にかけられた者の数は増えると思われている。また、自らの意思で空間震を発生させられる。
基本的にミステリアスに振舞うが、猫カフェに入り浸るほどの猫好きであることや、大勢の分身体を統制できず仕方なく無茶ぶりに応じる、過去の特殊な嗜好に傾倒していた頃の自分を恥じているなど、秘密も複数抱えている。
識別名は〈ナイトメア〉。霊装は黒と赤のドレス〈神威霊装・三番（エロヒム）〉。発顕する天使は身の丈の倍はあろうかという巨大な時計の形をした〈刻々帝（ザフキエル）〉。〈刻々帝〉の長針と短針はそれぞれが古式の歩兵銃と短銃であり、これに〈刻々帝〉の能力を込めて弾として発射する。効果は時計の数字によって違い、対象の時間を加速させる【一の弾（アレフ）】、時間の進み方を遅くする【二の弾（ベート）】、対象を成長させる【三の弾（ギメル）】、時間を巻き戻して傷などを復元させる【四の弾（ダレット）】、僅か先の未来を見通すことができる【五の弾（ヘー）】、意識のみを過去の肉体（数日前まで）に飛ばすことができる【六の弾（ヴァヴ）】、対象の時間を止める【七の弾（ザイン）】、自身の過去の再現体を出現させる【八の弾（ヘット）】、異なる時間軸にいる人間と意識を繋ぐことができる【九の弾（テット）】、撃ち抜いた対象の過去の記憶を知ることができる【一〇の弾（ユッド）】、霊力を直接喰らって対象を未来へ送ることができる【一一の弾（ユッド・アレフ）】、霊力を直接喰らって対象を過去へ送ることができる【一二の弾（ユッド・ベート）】の12種類がある。しかし、〈刻々帝〉はその能力と引き換えに、狂三の時間（寿命）を大量に消費し、特に【一一の弾】と【一二の弾】は1発で精霊1人の命を使い潰してしまうため、使用したことがなかった。しかし、【一二の弾】は遡行する日時がどれだけ離れているかによって、必要となる霊力が変化する。普段髪に隠れて見えない左目の眼球は金色の時計になっており、狂三の時間を記している。
「新しくキャラクターを作る時に性格と身体的特徴（ルックス）のどちらを優先して作るのか」という問いに対して橘は、狂三の場合はビジュアル先行であると述べている。
風待 八舞（かざまち やまい）
第5の精霊。風を操る双子の精霊。2人とも橙色の髪に水銀色の瞳を持つ。元々は「風待 八舞」という1人の人間だったが、〈ファントム〉により精霊化の際に2人に分裂し、現在のような状態になった。そのため、厳密には双子ではなく同一人物。元々は双子として生まれるはずだったバニシングツインである。
どちらが吸収されて消滅し、どちらが真の『八舞』として残るかを決めるため、幾度も争いを続けている。この勝負をかなり繰り返していたために、多芸でもある。空間震の規模は大きいが、その大半が何もない空中で起こっているため空間震の被害はないが、現界の度に世界中を台風のように動き回ってはその余波で世間に迷惑をかける上に一般人の目撃情報も多く、さらに捕捉も困難なために〈ラタトスク〉やASTの悩みの種となっていた。
識別名は〈ベルセルク〉。霊装はこれまでの精霊の霊装と違ってきわめて露出度が高く、さらに全身に張り巡らされたベルトと片手足首の錠、南京錠に鎖付きの首輪と、ボンデージに近い霊装〈神威霊装・八番（エロヒム・ツァバオト）〉。
天使を発現させると、耶倶矢は右の、夕弦は左の肩から無機質な翼が生え、それを起点に片腕を覆い尽くす手甲が出現する。天使の名称は共に〈颶風騎士（ラファエル）〉だが、分裂の際に機能も二分化されており、2人が力を合わせることにより、2人の翼が変化した弓を起点に霊装が組み合わさり、本来の形態である巨大な弓矢【天を駆ける者（エル・カナフ）】となる。
「新しくキャラクターを作る時に性格と身体的特徴（ルックス）のどちらを優先して作るのか」という問いに対して橘は、八舞の場合は性格先行であると述べている。
八舞 耶倶矢（やまい かぐや）
声 - 内田真礼
本作のヒロインの一人。髪を後頭部で結い上げ、霊装の右手首と右足首に引き千切られた鎖の付いた錠を付けている。段はいわゆる女王様のような芝居がかった口調をするが、これは精霊としての威厳を出すための芝居であり、怒ると必ずと言っていいほど素を晒して普通の話し方になり、興奮すると「〜だし」という語尾になる。夕弦と比べて子供っぽい体型に、少しコンプレックスを抱いている。また、技名などを決める際はドイツ語の本を用い、お気に入りをチェックしている重度の中二病患者であり、痛々しい性格の持ち主である。ドラマCDでは狂三をマスターと呼び、彼女の立ち振る舞いやセリフがかっこいいといい彼女に教えを乞う。
八舞 夕弦（やまい ゆづる）
声 - ブリドカットセーラ恵美
本作のヒロインの一人。耶倶矢に対してスタイルが良く、長い髪を三つ編みに括り、気怠そうな半眼をしている。霊装の錠の位置は耶倶矢とは逆で、左手首と左足首に付けられている。しゃべり方は静かで抑揚のないトーンであり、しゃべり出しの頭にその趣旨を2文字の単語で表すという（「感謝。ありがとう」など）アセンブラを思わせる機械的な表現の仕方である。なお、時々「ぷんすか」や「へっぽこぴー」など子供っぽい言葉が会話の間に挟まることがある。“男を口説き落とす方法”を伝授してくれた折紙を「マスター折紙」と呼んで慕い、修学旅行で士道を過激的に看護行為をした。
誘宵 美九（いざよい みく）
声 - 茅原実里
本作のヒロインの一人。第6の精霊。紫紺の髪に銀色の瞳を持ち、のんびりとした口調が特徴のスタイル抜群な美少女。外見年齢は17歳ほど。半年前に初めて現界が確認されて以降、確認されていなかった詳細不明の精霊だったが、竜胆寺女学院の生徒で、さらに男性を寄せ付けないアイドルとして天宮市内に在住・活動していた。話しかけるだけで好感度がゴキブリ以下に下落していくほどの極度の男嫌いで、かわいい女性が大好きないわゆる百合っ子。しかし他人の絆というものに関心がなく、お気に入りの女子が死んでもまた新しいお気に入りを探せばいいと公言するなど、狂三とは別の意味で倫理観が破綻していた。
識別名は〈ディーヴァ〉。霊装はトップス、ボリュームがある袖にボレロ状の光の帯、光のフリルがあるスカートといった光のドレスである歌姫型霊装〈神威霊装・九番（シャダイ・エル・カイ）〉。発顕する天使は光の鍵盤がある巨大なパイプオルガンの形をした〈破軍歌姫（ガブリエル）〉。音に霊力が込められており、その音を聞いた者は耳を塞いでいない限りは力を封印されている状態の精霊であっても洗脳されてしまう。さらにはスピーカー越しでもその音を聞いてしまえば洗脳され、ねずみ算式に洗脳されていく者が増えていく（ただし、洗脳がとけると洗脳されていた時の記憶は残らない。また、あくまで最優先事項が美九になるだけで、それまで他者に抱いた印象には変化はない）。巨大な〈破軍歌姫〉本体では無く、限定的にパイプの一部を出して使うことで狭い空間の中でも交戦が可能。聞いた者の力を漲らせる【行進曲（マーチ）】、聞いた者を洗脳する【独奏（ソロ）】、物理的な破壊力を有する【輪舞曲（ロンド）】、聞いた者に対する鎮痛作用の【鎮魂歌（レクイエム）】などが存在する。
鏡野 七罪（きょうの なつみ）
声 - 真野あゆみ
本作のヒロインの一人。第7の精霊。艶やかな長い緑色の髪に翠玉の瞳をした20代の女性という作り物めいた外見をしているが、これは天使によって変身している姿で、本来の姿は小柄で細身、手入れが行き届いていない髪をし、不機嫌そうな顔をした幼い少女。
精霊化した人間ではあるが、好奇心旺盛で静粛現界をかなりの頻度でくり返しており、人間の社会にも通じている。初めて静粛現界をした際に、元の姿では人に相手にされなかったことと、変身能力で理想的な姿に自分を変身させることで、自分の元の姿を嫌いになっていった。その自分の元の姿を嫌うという強迫観念には「そういう風に決まっている」という別のものがあるが、本人にもわかっていない。自分自身に対して自信がかなりなく、褒め言葉でもマイナスなことへ繋がるなど、ネガティブな考えで凝り固まっている。四糸乃とは仲がいい。
識別名は〈ウィッチ〉。霊装は、魔女のようなつば折れ帽子と橙色と夜色で構成された魔女型霊装〈神威霊装・七番（アドナイ・ツァバオト）〉。発顕する天使は先端部に鏡のようなものが取り付けられた箒の形をした〈贋造魔女（ハニエル）〉。箒から発せられる光に当てた物を生物・非生物関係無しにあらゆる物体に変化させたり、鏡の中に吸い込むことができる。また、箒に乗ることで高速移動することも可能。更には性能こそは劣化するものの、他の精霊の天使を模倣する【千変万化鏡（カリドスクーペ）】も有する。マードックが仕掛けた人工衛星落下の際には、士道が顕現させた〈鏖殺公〉と十香が顕現させた〈鏖殺公〉、七罪が〈贋造魔女〉で模倣した〈鏖殺公〉も合わせて三本もの〈鏖殺公〉が同時に存在する状態となり、反転した折紙との戦いでは美九の〈破軍歌姫〉を模倣し美九の【輪舞曲（ロンド）】と七罪の【行進曲（マーチ）】の2重合奏で士道や十香たちを援護した。また、変身能力を応用して他人の傷を塞ぐことも可能。あくまで傷を塞ぐのみで、体力まで回復するわけではない。
本条 二亜（ほんじょう にあ）
声 - 生天目仁美
本作のヒロインの一人。第9の精霊。世界で二番目に確認された精霊。灰色の髪とターコイズの瞳を持つ。外見年齢は18〜19歳。他人に変なあだ名をつけることがあり、士道のことは「少年」と呼ぶ。10年前に本条蒼二（ほんじょう そうじ）というペンネームで漫画家になるが、5年前にエレンに捕えられ、最重要機密『資材A』として幽閉されていた。
太平洋の地図に記されずDEM社による人体実験が多数行われていた島であるネリル島の地下施設に囚われの身となり、反転されるために様々な実験や拷問を受け、精神崩壊寸前の状態となるが反転には至らなかった。その後、脳内に超小型の顕現装置を埋め込まれて拷問の記憶を消され、日本のDEM社関連施設へと運び込まれることになり輸送される。その折に士道の暴走によって共鳴を起こし、自らを捕えていたコンテナを破壊し逃亡した。その逃亡から数週間後、逃亡のチャンスを作ってくれたことへの礼として自分の霊力を封印するチャンスを与えるべく、偶然を装って士道の前に現れる。その存在は以前から言及されていたが、士道の前に現れた精霊の順番としては「第9の精霊」としてカウントされる。
後述するラジエルの能力により人間の汚れた部分などを知ってしまい人間不信に陥り、それは彼女を二次元に傾倒させる原因ともなっている、後に士道達との勝負に負け士道を認めるが、それをトリガーにしたDEMの罠であり消されていた記憶がよみがえったことで反転してしまう。そして、エレンやアルテミシアの介入によって重傷を負った上に反転した霊結晶をウェストコットに奪われるが、直前にわずかに反転状態から脱していたためにわずかに霊力が残り、七罪の〈贋造魔女〉で傷を塞がれた後で、僅かな霊力を士道に封印されると同時に士道たちの霊力を二亜に循環させたことで、一命を取り留めた。
識別名は〈シスター〉。霊装は、十字があしわれた法衣にペンが付いた修道服を思わせる修道女型霊装〈神威霊装・二番（ヨッド）〉。発顕する天使は聖典のような十字架があしらわれた本の形をした〈囁告篇帙（ラジエル）〉。その能力は全知。未来以外のことであれば、現在起こっているできごと、誰が何をしているかなどの自分の望む情報をなんでも知ることが可能で全てが「事実」。二亜の考え方としては「超々高性能検索エンジン」。全てが「事実」のために、霊装に付けられているペンで〈囁告篇帙〉に記述することにより、未来における記述対象の行動を操り人形のようにして操る「未来記載」を有する。
反転した状態で発現した魔王は巨大な本〈神蝕篇帙（ベルゼバブ）〉。自動的に本に記述されるようになり、記述速度が跳ね上がり、魔王本体からページを飛び散らせることで反転前よりも手数と速度が増えており、本に記された存在を具象化することもできる。魔王へと変貌したことによる変化かどうかは不明だが、歴史改変のことすらも知ることが可能。また、知った事実をイメージとして他人に伝えることも可能。完全に取り込んでいるわけではないために、「未来記載」は使用できない。世界中の物語が混ざった【幻書館（アシュフィリヤ）】という空間を作りそこに送り込むことができた。
星宮 六喰（ほしみや むくろ）
声 - 影山灯
本作のヒロインの一人。第10の精霊。黄金色の長い髪と瞳を持つ。宇宙に漂っていたが、〈神蝕篇帙〉で居場所を検知したDEMによる攻撃とその報復で存在が〈ラタトスク〉側にも発覚した未知なる精霊。一人称は自分の名前を縮めた「むく」。天使の力で自らの心を閉ざしていたため、感情がまったく変化しなかった。
士道が〈贋造魔女〉で模倣した〈封解主〉の力で心を開かれ、その際に士道の記憶が流れ込んだことで士道が自分と似た過去を持つことを知り、彼のことを主様と呼び、慕うようになる。しかし、士道を独占したいが故に、士道の周囲の者から士道の記憶を閉ざしてしまう。その後、士道の記憶を閉ざされた結果、反転した十香に髪を切られたことで暴走し、士道に重傷を負わせてしまったことで反転しかけるが、士道の必死の説得とキスによって霊力を封印された。
便宜的に付けられた識別名は〈ゾディアック〉。霊装は、星座があしらわれている女仙型霊装〈神威霊装・六番（エロハ）〉。発顕する天使は鍵の形状をした〈封解主（ミカエル）〉。対象に鍵をかけ機能を封じる【閉（セグヴァ）】、空間に孔を開ける【開（ラータイブ）】、手のひらに収まるサイズにまで小さくする【小鍵（テフェテー）】、奥の手として錫杖から戟の形状に変貌し潜在能力を引き出す【放（シフルール）】、触れた霊力や分子の結合を解除して分解する【解（ヘレス）】を有する。 これによって〈バンダースナッチ〉や戦艦などの機能を閉ざして機能停止させたり、空間の入り口と出口という穴を作り出しては宇宙から地球に直接爆撃したりしている。
崇宮 澪（たかみや みお）
声 - 遠藤綾
世界で最初に確認された精霊。長い髪を風にたなびかせた端正な顔立ちながら、どこか物憂げで陰を帯びた表情の少女。本編開始の30年前に、ユーラシア大空災を引き起こした。彼女以降の他の精霊とは一線を画し、全ての精霊の根源という存在である。便宜的な呼称は統一されているわけではなく、〈始原の精霊〉や「原初の精霊」とも呼ばれたりする。
とある目的の為に人間に対して霊結晶〈セフィラ〉を融合して精霊化させている、その経緯から時崎 狂三に恨まれている。
その正体は、ウェストコット、エレン、ウッドマン達が起こした世界を変革をおこなう魔術儀式により、地球上のマナが集まり生まれた高次元の生命体。その後に日本に出現した際に起こした南関東大空災により、崇宮兄妹と出会い義理の妹として暮らしながら人間の愛を知る。しかし、そんな幸せな時間も長く続かなく、DEM社に見つかってしまい、真那は誘拐され真士は澪を庇い亡くなってしまう。その後、真士を失った悲しみと人間達への憎悪の果てに「シンをまた作り直せばいい」と結論に至り、真士の亡骸を分解して士道を産み、五河家に預け、さらに10個の霊結晶〈セフィラ〉を作り士道に吸収させ彼を不死にさせ真士の器として完成させるようにする計画を企てる。以降は、仮の姿の〈ファントム〉と士道と精霊達を監視する為に生み出した分身「村雨 令音」に別れて行動していた。士道を助けたのも、新人類である士道を自分の悲願を果たす道具として利用するためであったと言い切るが、内心では自分を殺せる存在を待っていた節も見受けられる。基本的に崇宮兄妹と士道以外の人物には辛辣。
識別名は〈デウス〉。霊装は、女神のような衣である女神型霊装〈神威霊装・零番（ヤー）〉。発現する天使は、幾重にも重なる花弁の巨大な花【万物を殺める】〈万象聖堂（アイン・ソフ・オウル）〉と樹の形をした【あらゆる条理をねじ曲げる】〈輪廻楽園（アイン・ソフ）〉、種の形をした【全てを消滅させる】〈（アイン）〉。
ちなみに澪という名前は、真士と出会った日が5月30日で真那がそれになぞらえ3を氵（さんずい）にして漢字の零を合わせたのが由来である。

### ラタトスク機関
村雨 令音（むらさめ れいね）
声 - 遠藤綾
〈ラタトスク〉の解析官。眼鏡をかけた20歳くらいの若い女性。重度の不眠症。目の下にはいつも分厚い隈が出来ており、突然倒れてしまうこともある。琴里の友人かつ右腕的な存在で、彼女と共に士道の訓練を行ったり、精霊に関する情報の分析、モニタリングを行ったり、空間震が炸裂する瞬間に同規模の空間震をぶつけると相殺できるという事実を突き止めるなど、非常に有能。それら以外にもヴァイオリンの腕前がプロ級だったり、マイナーな言語を複数話すことができたりもする。十香が天宮市に現れてからは、来禅高校に物理の教師兼士道のクラスの副担任として赴任した。何故か士道の宝物である熊のぬいぐるみを持っている。
その正体は、澪が士道と精霊達を監視する為に生み出した分身。澪と違い若い女性の姿をしている。性格は、母性が強く士道を息子のように見守っているが、これは澪が士道に対して彼の母親としての情が無意識に反映されている。終盤で澪と融合して一つに戻る。
神無月 恭平（かんなづき きょうへい）
声 - 子安武人
〈ラタトスク〉の副司令官。28歳。美男子だがドMの変態かつ巨乳嫌い。デートでの選択肢選びでは、必ずと言っていいほど下ネタに繋がる答えを選び、琴里から無視されるか折檻されるが、反省するどころか喜んでいる筋金入りの変態である。
デート作戦における指揮能力は絶望的だが、実際の戦闘における指揮能力や顕現装置の操作・制御技術は並の魔導師を凌駕しており、その点においては琴里からも全面的に信頼されている。
崇宮 真那（たかみや まな）
声 - 味里
四糸乃の封印後、天宮駐屯地に補充要員として配属された隊員で階級は三尉。また、DEM社からの出向社員でもあり、コールサインはアデプタス2。
士道とよく似た雰囲気を持ち、後頭部で括った髪に利発そうな顔、左目の下の泣き黒子が特徴の14、5歳くらいの少女。普段から「感心しねーです」、「決まっていやがります」といった、奇妙な敬語を話す。
顕現装置の扱いは世界で5指に入るといわれ、実際に折紙を含めたAST隊員10人がかりでも歯が立たないほどである。また、纏っているCR-ユニットはDEM社で開発された新型だが、それを使用するに当たって全身に魔力処理が施されており、若年でありながら異常な戦闘能力を持つが、その代償は大きく、令音の分析ではあと10年ほどしか生きられないと診断された。また、何らかの理由で記憶の大半を失っており、自分自身の身体のことは知らなかった。その正体は、士道の前世である崇宮 真士の実の妹で、実年齢は40歳くらいだが、DEM社の顕現装置〈リアライズ〉の実験台と麻薬漬けにされ成長が止まり精神に異常をきたし記憶障害になる。それからも、死ぬことさえ許されないまま玩具のように扱われていた。真那は、士道が兄ではないことに薄々気付いていたが、それでも兄の生まれ変わりだと彼女は信じている。
川越 恭次（かわごえ きょうじ）
声 - 井上剛
〈フラクシナス〉のクルーの一人。5回の結婚と離婚を経験した恋愛マスター、通称〈早すぎた倦怠期（バッドマリッジ）〉。
幹本 雅臣（みきもと まさおみ）
声 - 利根健太朗
〈フラクシナス〉のクルーの一人。金の力で夜のお店のフィリピーナに大人気、既婚者で3人の子供の父親、しかしなぜか子供に変な名前（上から美空（ぴゅあっぷる）、振門体（ふるもんてぃ）、聖良布夢（せらふぃむ））を付ける、通称〈社長（シャチョサン）〉。だが課長にとどまっていた。
椎崎 雛子（しいざき ひなこ）
声 - 明坂聡美
〈フラクシナス〉のクルーの一人。何故か恋のライバルに次々と不幸が訪れる午前二時の女、通称〈藁人形（ネイルノッカー）〉。
実戦の経験が少ないために、緊急事態ではすぐに助けを求める一面がある。〈アルバテル〉の襲撃や美九の〈破軍歌姫〉による洗脳などの危機的状況に襲われているが、いずれも運良く難を逃れている。
中津川 宗近（なかつがわ むねちか）
声 - ゴー☆ジャス
〈フラクシナス〉のクルーの一人。自称100人の嫁（三次元かどうかは不明）を持つ男、通称〈次元を超える者（ディメンション・ブレイカー）〉。
MUNECHIUKAというペンネームでとある有名サークルの代表をしていたこともあり、オタク業界ではかなりの有名人。
アニメ版では、担当声優のゴー✩ジャスのネタである地球儀を持っている場面も存在する。
箕輪 梢（みのわ こずえ）
声 - うさみともこ
〈フラクシナス〉のクルーの一人。愛が深すぎるがゆえに法律で愛する彼の半径500メートル以内に近づくことを禁じられた、通称〈保護観察処分（ディープラブ）〉。
エリオット・ボールドウィン・ウッドマン
声 - 中田譲治、緑川光（青年）、小市眞琴（幼少期）
〈ラタトスク〉の創始者で、円卓会議の議長であり、琴里の恩人。彼の部屋の本棚には点字図書が保管されている。また、車椅子に乗っていた。円卓会議の議員をバカにしている琴里も、ウッドマンにだけは敬意を払っている。ウェストコットと因縁があり、捕らえたパディントン越しに会話を交わしたが、ウェストコットからの誘いを一蹴した。
カレン・ノーラ・メイザース
声 - 西田望見
ウッドマンの側近の20代中盤の眼鏡をかけた、淡いノルティックブロンドの髪の女性。エレンの妹で、彼女とは袂を別っている。
五河 遥子（いつか はるこ）
声 - 洲崎綾
五河家の母親で〈ラタトスク〉の母体であるアスガルド・エレクトロニクスの社員で、ショートカットの髪に吊り目がちな双眸をし、堂々とした立ち姿の女性。旧姓は穂村 遥子（ほむら はるこ）で、本編の30年前の中学生当時は崇宮真那と親友同士で、当時から既に五河竜雄と交際していた。
五河 竜雄（いつか たつお）
五河家の父親で〈ラタトスク〉の母体であるアスガルド・エレクトロニクスの社員で、黒縁の眼鏡ににこにこと微笑んだ風貌の猫背気味な男性。実は、士道の前世である崇宮 真士のクラスメートでもある。
ローランド・クライトン
〈ラタトスク〉最高幹部連、円卓会議の一員である吠え癖のあるブルドッグを思わせる初老の男。
フレイザー・ダグラス
〈ラタトスク〉最高幹部連、円卓会議の一員である痩身に片眼鏡が特徴的なネズミを思わせる男。
ギリアン・オルムステッド
〈ラタトスク〉最高幹部連、円卓会議の一員であるカートゥーンに出る意地の悪い猫のような雰囲気を持つ男。
或守 鞠亜（あるす まりあ）
声 - 三森すずこ
PS3版ゲーム第二弾『或守インストール』のオリジナルキャラクター。アッシュブロンドの髪に青の瞳、十字が象られた白を基調とした修道服を纏う。〈ラタトスク〉が作った仮想世界に現れ、士道に「愛」とはなんなのかを問いかける。

### AST
日下部 燎子（くさかべ りょうこ）
声 - 高梁碧
AST天宮駐屯地の隊長。階級は一尉。27歳。精霊根絶のために手段を選ばない折紙を気にかけている。普段から実戦に出ていない上層部の不満の声をさんざん聞いているためにストレスがかなり溜まっており、それが爆発すれば鬼神としか言いようの無いまでに激昂する一面もある。
岡峰 美紀恵（おかみね みきえ）
声 - 佐藤奏美→平岡みなみ
『デート・ア・ストライク』のもう一人の主人公。AST天宮駐屯地に配属された新人隊員で階級は二等陸士。年齢は士道達より1歳年下だが、折紙と共に行動させるという上の方針により、1年飛び級で来禅高校に編入している。燎子やミルドレッドからは“ミケ”という愛称で呼ばれている。そのあまりに子供っぽい性格と言動から、燎子に遊ばれている。
ミルドレッド・F・藤村
声 - 小笠原早紀
AST天宮駐屯地の整備士。愛称および一人称はミリィ。美紀恵と同い年くらいの少女で、階級は二等陸曹だが、真那と同様、DEM社からの出向社員。
桐谷
AST天宮駐屯地の陸将。
塚本
声 - 仲村かおり
ASTの女性自衛官で、階級は三佐。

### 来禅高校
殿町 宏人（とのまち ひろと）
声 - 勝杏里
士道のクラスメイトで友人。ワックスで逆立てられた髪が特徴。クラスの情報通、感情豊かでノリの良い少年。思春期の少年らしく恋愛やエロスに興味津々だが、自身が主催した『恋人にしたい男子ランキング』では358位中358位に終わり、『腐女子が選んだ校内ベストカップル』では士道とセットで2位となるなど、女生徒からの反応は冷たい。それゆえ、十香や折紙から好意を寄せられる士道を羨ましく思っている。
岡峰 珠恵（おかみね たまえ）
声 - 佐土原かおり
士道たちのクラスの女性担任。29歳。微妙にサイズの合っていない眼鏡や、のんびりとした性格、生徒らと同年代にしか見えない童顔と小柄な体格から、『タマちゃん』という愛称で生徒たちから親しまれている。しかし、29歳独身という境遇から結婚願望が非常に強い。士道の告白（訓練）を受けて以来婚姻届けを持ち歩き、婚活パーティーにも通っている。
山吹 亜衣（やまぶき あい）、葉桜 麻衣（はざくら まい）、藤袴 美衣（ふじばかま みい）
声 - 村井理沙子（亜衣）、積田かよ子→古川未央那（麻衣）、月宮みどり（美衣）
士道のクラスメイトの女生徒の仲良しトリオ。似たような名前が縁で仲良くなった。十香の純粋無垢な性格に好意を持ち、士道との仲を積極的に応援する。十香に対しては水族館のチケットを渡してデートを進めるなど好意的で優しいが、反面、士道に対しては厳しい。
長曽我部 正市（ちょうそかべ しょういち）
善良で目立たない初老の物理教師。通称「ナチュラルボーン石ころぼうし」。物理準備室がトイレ以外で唯一安らげる場所。

### デウス・エクス・マキナ・インダストリー（DEM社）
アイザック・レイ・ペラム・ウェストコット
声 - 置鮎龍太郎、福田芽衣（幼少期）
DEM社業務執行取締役（マネージング・ディレクター）。DEM社の実質的なトップで、各国の上層部に顔が利く。エレンやウッドマンからは「アイク」の愛称で呼ばれる。30代の男性に見える外見を持つが、確認される限りでは数十年以上前から外見が変わっておらず、DEM社の取締役たちの中では若手として扱われる壮年の者たちを差し置いた古参格であることと、顕現装置は使いようによっては代謝操作で若い体を維持できることから、外見通りの年齢ではなく、年季が入っていることをうかがわせる。ただし、彼当人は手術を施していないため、顕現装置を直接扱うことはできない。
人を傷つけたり殺すことをなんとも思わず平然と立案し、倫理観が全く無い冷徹かつ異質な人物で、マードックやエドガーのように自分に対して反抗する者を実力主義者の面として好ましく思っている。対峙した者から見ると、同じ人間とは思えない人間の形をしただけの思考形態が完全に異なる異質な生物という印象を持つ。
エレン・ミラ・メイザース
声 - 伊藤静
DEM社の表沙汰にできない裏の部隊である第二執行部部長にして、世界最強の魔術師。事実上のDEM社のナンバー2でコードサインはアデプタス1。ノルディックブロンドの長髪が特徴の美女。CR-ユニット〈ペンドラゴン〉を纏う。魔術師達の間では『悠久のメイザース』の通称で呼ばれる。口調や物腰は丁寧だが、自らの実力に傲岸なる絶対の自信を持つ。
ジェームズ・A・パディントン
声 - 中西としはる
DEM第二執行部の大佐相当官にして空中艦〈アルバテル〉の艦長。元イギリス海軍大佐。エレンの部下であるが、当人は親子ほども歳の離れたエレンに従うことを快く思っていない。
ジェシカ・ベイリー
声 - 甲斐田裕子
DEMの第三戦闘分隊の隊長。コードサインはアデプタス3。20代半ばの赤髪の外人女性。日本語に慣れていないのか、独特のイントネーションの会話（会話文中に頻繁にカタカナが混ざっている）が特徴。
燎子、折紙を初めとした天宮駐屯地のAST隊員を「役立たず」と見下しており、部下ともども露骨な態度を取っている上、他人が気に入らない言動を取るとすぐに手が出る。また、ウェストコットに心酔しており、彼の命令とあらば一般人に対する無差別攻撃も厭わないなど、傲慢かつ高飛車で非情な性格。同時に、自分より年下でありながら実力・階級共に格上の真那に激しい嫉妬心を抱いている。
アンドリュー
声 - 子安武人
DEM社の第一社屋の十香を監禁していた部屋を護衛していた筋肉質の男性の魔術師。巨大なガトリング砲を持っていたが士道と美九の口喧嘩の真っ最中だったために邪魔とばかりに一蹴された。原作版ではフルネームはやたらと長かったらしく、名乗りを上げている途中で一蹴された。アニメ版では名前が短縮され、アンドリュー・カーシーとなっている。
ロジャー・マードック
声 - 広瀬竜一
DEMの取締役の一人。ウェストコットを業務執行取締役から解任しようとしたが、物理的暴力で封じられた。
ラッセル
声 - 山中誠也
DEMの取締役の一人で、取締役会の議長（チェアマン）。ウェストコットの解任決議が行われた際に採決を行ったが、右腕を切り落とされたマードックたちを見て「決議は否決された」と平然と発言するなど、ウェストコット寄りの姿勢を見せた。
シンプソン
声 - 坂東尚樹
DEMの取締役の一人で、ウェストコットの解任決議で賛成して手を挙げたことでエレンに腕を切り落とされた一人でもある。
アーネスト・ブレナン
声 - 杉崎亮
DEM社の旗艦〈レメゲトン〉の艦長を務める、髭面の男性。
アイリーン・フォックス
声 - 中村慈
DEM社第二執行部の魔術師で、短髪の女性。2月20日の〈ラタトスク〉とDEM社の決戦では、日下部たちAST部隊に一方的に命令して、AST部隊を囮にして四糸乃ごと攻撃しようと魔力砲のエネルギーを放ったが、星宮六喰の〈封解主〉によって背後から自身の魔力砲のエネルギーをくらって、地上に墜落していった。
ノックス、バートン
二亜を移送する任務を負っていた輸送機の操縦士と副操縦士。
クロウリー
DEM社の正規の戦闘部隊である第一執行部のトップの人物。
ミネルヴァ・リデル
『ストライク』に登場。色黒の女性。元SSSのナンバー2であり、現在はDEM社の第一執行部所属。コールサインはセオリカス12。SSS時代、ナンバー1であるアルテミシアと魔術師の存在意義を巡り争った際に左目を斬られて以来、彼女へと芽生えた「愛」と称する執着を糧に昇り詰めた。
エドガー・F・キャロル
『ストライク』に登場。DEM社専務取締役（エグゼクティブ・ディレクター）。
〈アシュクロフト〉の開発者であり、〈アシュクロフト〉の成果でウェストコットから社長の座を奪おうとしていたが、ウェストコットに対して命乞いをしたためにエレンによって首を落とされ死亡した。
アルテミシア・ベル・アシュクロフト
声 - 松井恵理子
ウェストコットからエレン・真那に並んで世界最高峰の魔術師の一人として名を挙げられる女性。18歳。
SSSの隊員ではみ出し者だったアシュリーたちと仲良くしており、人々が平和に暮らせる世界をつくるための更なる力を求めてDEM社の元に向かうが、脳内情報をすべて奪われ、〈アシュクロフト〉シリーズのコアとされ、本人は脳死状態となってしまう。彼女を元に戻すには、〈アシュクロフト〉シリーズ5つ全ての情報をフィードバックさせるしかないとされる。
或守 鞠奈（あるす まりな）
声 - 三森すずこ
ゲーム『或守インストール』のオリジナルキャラクター。鞠亜とは異なるもう一人の或守。自らを或守であり、或守でないものと語る。鞠亜とは対照的に、黒鉄の髪に金の瞳、逆十字が象られ黒を基調としたバグを起こしているような修道服を纏っている。戦闘時には瞳孔が黒に染まり、黒髪の一部が金色に染まり、全身にコードが絡まりコードで編まれた翼を広げバグが肉体にまで進行したような霊装をまとう。鞠亜と異なり、士道と会った時から感情が豊かではあるが何の気もなしにデータ上の仮想存在とはいえ人をあっさりと消すような危険な一面を持つ。

### SSS
アシュリー・シンクレア
『ストライク』に登場。小柄な少女で、自衛隊ASTのものとは違うワイヤリングスーツを装備する。15歳。イギリスの対精霊部隊、SSS（Special Sorcery Service）の元隊員で、後に来禅高校の美紀恵のクラスに転入してきた。
レオノーラ・シアーズ
『ストライク』に登場。19歳。アシュリーの仲間で、同じくSSSの元隊員。愛称はレオ。長身で目つきが悪い見た目に反して、泣き虫。主に遠距離狙撃を得意としている。
セシル・オブライエン
『ストライク』に登場。17歳。アシュリーの仲間で同じくSSSの元隊員。三人の中ではリーダー格。過去に空間震で視力と足の感覚を喪失しているため、普段は車椅子に乗っている。しかし、随意領域展開時には高い動体視力と足技主体の格闘で折紙を圧倒するほどの実力を有している。

### 隣界
緋衣 響（ひごろも ひびき）
声 - 本渡楓
狂三に関わる準精霊の少女。
蒼（ツァン）
声 - 伊瀬茉莉也
第一〇霊属の準精霊。準精霊達の間では100人を倒したなどの強豪として有名。
白の女王（クイーン）
声 - 大西沙織
現在の第三領域の支配者。隣界の他の準精霊達とは一線を画す。隣界で狂三が遭遇した、狂三が絶対に出会うはずのない狂三の反転体。白い髪に青い時計がある瞳をし、霊装は白い軍服の形状をしている。
魔王は軍刀と歯車で構成された短銃の〈狂々帝（ルキフグス）〉。空間を支配する能力を有し、空間内部の因果を逆転させる弾の【天秤の弾（モズニーム）】、対象に自身の印を刻み自らの手駒のルークへと仕立てる弾の【蠍の弾（アクラヴ）】、極めて高い自己修復を授ける弾の【水瓶の弾（ドゥリ）】、空間を切断する刃の【巨蟹の剣（サルタン）】、空間を削り取る弾の【獅子の弾（アリエ）】、劣化版の自分を作成する【双子の弾（テオニーム）】などの複数の能力を有する。
狂三の反転体のような外見をしているが、狂三とは声が違う。その正体は、かつて狂三が気付かずに殺害してしまった親友の山打紗和。真相は、狂三が紗和を殺したことに気付いたことによる絶望で反転した瞬間を【八の弾】で再現した分身体と山打紗和の魂が、偶然にも隣界の同じ時間・同じ場所に落ちたことで本体の狂三への憎しみから契約を交わして融合したことで生まれた。
キャルト・ア・ジュエー
第三領域の元支配者。

#### 支配者
雪代 真矢（ゆきしろ まや）
第二領域の支配者。
アリアドネ・フォックスロット
第四領域の支配者。
篝卦 ハラカ（かがりけ ハラカ）
第五領域の支配者。蒼の師匠。
宮藤 央珂（みやふじ おうか）
第六領域の支配者。
佐賀繰 由梨（さがくれ ゆうり）
第七領域の支配者。
絆王院 華羽（ばんおういん かれは）
第八領域の支配者。
輝俐 リネム（きらり リネム）
第九領域の支配者。
人形遣い（ドールマスター）
第一〇領域の支配者。

#### その他の準精霊
指宿 パニエ（いぶすき パニエ）
声 - 日高里菜
第四霊属の準精霊。
乃木 あいあい（のぎ あいあい）
第九霊属の準精霊。
武下 彩眼（たけした あやめ）
第二霊属の準精霊。
土方 イサミ（ひじかた イサミ）
声 - 藤原夏海
第一霊属の準精霊。
シェリ・ムジーカ
第五霊属の準精霊。
砺波 篩絵（となみ ふるえ）
第八霊属の準精霊。
フォルス・プロキシ
全身を包帯で巻いている少女。実は準精霊ではなく、人形遣いが作り出した人形の集合体。
陽柳 夕映（ひりゅう ゆえ）
準精霊。響とは親友。
戌井 夢眼（いぬい ゆめ）
準精霊。
絆王院 瑞葉（ばんおういん みずほ）
第九領域で出会った準精霊。
佐賀繰 唯（さがくれ ゆい）
声 - 瀬戸麻沙美
第七霊属の準精霊で、佐賀繰由梨の妹と設定された人形。
隣界に残り、空白になった第七領域の支配者に推薦される。
銃ヶ崎 列美（じゅうがさき れつみ）
第八領域の叛逆軍のリーダー。

### その他の精霊関係者
〈ファントム〉
輪郭が曖昧でノイズにしか見えず、『何か』としか形容できない存在。折紙の攻撃でノイズが剥がされた姿は、髪の長い少女の姿をしていた。その声を聞いた折紙は、聞き覚えのある人物の誰かだと認識した。その正体は、澪の仮の姿の一つ。
園神 凜祢（そのがみ りんね）
声 - 花澤香菜
ゲーム『凜祢ユートピア』のオリジナルキャラクター。謎の結界に閉じ込められた天宮市の中で、士道の幼なじみとして現れた世話焼きな少女。士道に対する献身ぶりは半ば狂気じみたものがあり、士道が誰とどういう結末を迎えようと、自分が敵味方関係なくどんな関係であれ士道の幸せを願うという常軌を逸した面をもつ。その正体は、士道の中に眠る崇宮澪の力の残滓が意思を持った存在。
識別名〈ルーラー〉。顕現する天使は巨大な塔（内部が植物の枝や根がそこら一体に張り巡らされたとあるので知恵の樹を模したものかもしれない）をコアとした広域結界【〈凶禍楽園〉(エデン)】。さらに〈凶禍楽園〉(エデン)の本来の姿である【無へと帰す者（パラダイス・ロスト）】は凜祢と一体化した姿（この状態の凜祢は纏っていた霊装が消え全裸のまま植物の枝や根が身体に纏わりついている）。
園神 凜緒（そのがみ りお）
声 - 佐倉綾音
ゲーム『Twin Edition 凜緒リンカーネイション』『凜緒リンカーネイション HD』のオリジナルキャラクター。再び開かれた〈凶禍楽園（エデン）〉に鞠奈と共に現れた凜祢を幼くしたような姿の少女。士道をパパ、凜祢をママと呼ぶ。
蓮（れん）
声 - 高橋李依
ゲーム『蓮ディストピア』のオリジナルキャラクター。夢の中に現れた少女で、願いを叶える精霊と自称している。その正体は、澪の負の感情から生まれた精霊で、真士を失った悲しみと人間達への憎悪の記憶が反映されている。
シスタス
『デート・ア・バレット』に登場する、狂三の分身体。
高城 弘貴（たかじょう ひろき）
声 - 森永千才
本条二亜のペンネーム「本条蒼二」と同じく、男性名のペンネームで執筆している眼鏡をかけた女性漫画家。二亜が二次元しか愛さなくなった理由を突き止める為に、五河琴里が〈ラタトスク〉の情報網で高城弘貴を見つけ出した。そして、〈ラタトスク〉のコネで五河士道と琴里が高城弘貴と面会し、琴里が本条蒼二の本名を知っていたことで信用して、本条蒼二が失踪する以前の様子を話した。
二亜がアルテミシアから受けた負傷が回復した後は、二亜と交流を再開している。
星宮六喰の養父母
声 - 水越健（養父）・ひなたたまり（養母）
星宮六喰の義理の両親で、養護施設にいた幼い頃の六喰を引き取って、実娘の朝妃と共に六喰を大切に育てる。しかし、星宮六喰が〈ファントム〉に霊結晶を与えられて精霊化し、家族からの愛情を独占する為に周囲の者たちから星宮家に関する記憶を閉ざしたことで、六喰を化物と見るようになり、それを悲しんだ六喰によって六喰に関する記憶を閉ざされて、六喰のことを忘れてしまう。
〈ビースト〉が襲来する数カ月前に、星宮六喰が〈ラタトスク〉の椎崎が運転する車で士道と共に、六喰がかつて住んでいた街へと向かって、かつての自宅の傍らで六喰たちが様子を窺っていると、朝妃と共に家から出てきた時には幸せな様子だった。それを見た六喰は安堵の涙を浮かべて、朝妃たちと会うことなく車で出かける朝妃たちを見送った。
星宮 朝妃（ほしみや あさひ）
声 - 関口理咲
星宮六喰の義理の姉で、黒髪の美人。幼い頃の六喰に、六喰の髪が奇麗だと言っていた。しかしある時、友人の言葉でそれを曲げてしまい、そのことで絶望した六喰が直後に精霊化したことで、周囲の者たちから星宮家に関する記憶が閉ざされてしまい、その孤独感から六喰を両親と共に詰ってしまった結果、六喰の〈封解主〉によって彼女に関する記憶を閉ざされて、両親と共に六喰のことを忘れてしまう。
〈ビースト〉が天宮市に襲来した際、勤め先の会社からの帰り道で〈ビースト〉と共に地上に落下した士道の近くに偶然いたことで、士道を救出する為に〈世界樹の葉〉を操作する六喰と偶然再会し、バランスを崩して倒れかけたところを六喰が支えて思わず「姉様」と呼んでしまったことで、六喰に関する記憶を思い出してしまう。直後に、過去の出来事から思わず六喰から距離をとってしまうが、それでも自分を気遣う六喰の姿に、かつて六喰を傷つけた後悔と罪業から思わず「髪、切ったんだ」という言葉を発した直後に六喰の頭を撫でたことで六喰と和解し、涙を流しながら救助作業を続行する六喰を見送った。

### 短編からの登場人物
鷲谷 瞬助（わしたに しゅんすけ）、烏丸 圭次（からすま けいじ）、鷺沼 亜由美（さぎぬま あゆみ）
『八舞ランチタイム』に登場。来禅高校の生徒。
古茂田 柊平（こもだ しゅうへい）
『天央祭コンテスト』に登場。栄部西の三年生で生徒会長。
伊集院 桜子（いじゅういん さくらこ）
『天央祭コンテスト』に登場。仙城大付属高校の三年生で風紀委員長。
綾小路 花梨（あやのこうじ かりん）
『天央祭コンテスト』に登場。綾小路花音の姉。
綾小路 花音（あやのこうじ かのん）
『四糸乃エクスペリエンス』に登場。琴里のクラスメートで、綾小路花梨の妹。
暮林 昴（くればやし すばる）
『美九オンステージ』に登場。美九のマネージャー。
朝倉 日依（あさくら ひより）
『美九オンステージ』に登場。美九に勝るとも劣らないアイドル。
シャーロット・マイヤー
『真那ミッション』に登場。SSSでは顕現装置の不正使用などでクビとなったところをウェストコットに引き抜かれた魔術師。
丸那 ありす（まるな ありす）
『二亜ギャルゲー』に登場。二亜がネットにバラまかれたスパムメールから開いたURLからのギャルゲーに出たキャラクターの少女。
日向 英子（ひむかい えいこ）
『八舞エクスチェンジ』に登場。八舞耶俱矢のクラスメートで、耶俱矢の中二病仲間。
安形 結愛（あがた ゆあ）
『八舞エクスチェンジ』に登場。八舞夕弦の友人で、夕弦に恋愛の相談をしている。
不知火・緋澄・リリエンベルク（しらぬい・ひずみ・リリエンベルク）
『八舞エクスチェンジ』に登場。耶俱矢の友人で、軽音楽部でゴシックパンク系バンドを組んでいる女子生徒。本名は不明。
樫井 絵菜（かしい えな）
『八舞エクスチェンジ』に登場。服飾部の女子生徒で、夕弦の後輩。
蓮沼 咲子（はすぬま さきこ）
『八舞エクスチェンジ』に登場。二年一組の女子生徒で、夕弦の友人。安形結愛と同じく、夕弦に恋愛相談をしている。
ロザリー・ウエルベック
『美九バークラー』に登場。外見は『深窓の令嬢』を絵に描いたような金髪の美少女だが、実は『怪盗ローズ』という家業をしている狡猾な少女。

## 用語
精霊
この世界とは異なる隣界に存在する謎の生命体。その発生原因や存在理由は謎に包まれているが、絶大な戦闘能力を有する上、こちらの世界に現れる際に空間震という大爆発を引き起こすため、人類からは特殊災害指定生命体とされ、天敵として恐れられている。地上での実体は存在し食生活も普通に出来たり、流血をする描写から身体の構造は人と大差はない模様。
個体によってその姿は様々だが、共通点として強大な戦闘能力を持つ、若い女性の姿をしていることなどが上げられる。そしてその身を護る絶対の盾・霊装を身に纏い、それに対を成す最強の矛たる武装・「天使」を有している。「天使」は“形を持った奇跡”とも呼ばれ、の10大構成要素セフィラの守護者に由来した名を持つ。霊力で編まれた鎧である霊装は堅牢な防御力を誇り、物理攻撃はおろか顕現装置による攻撃でもほとんどダメージを与えることは出来ない。天使の形や能力は個体によって異なる。
人類が精霊に対抗する手段は武力による倒滅か（士道による）対話のみであるが、両方とも非常に困難を極める。
封印が行われた精霊は力のほとんどを失い普通の人間に近くなるが、精神状態が不安定（極度のストレスを感じるなど）になることで精霊の力が逆流し、天使と霊装を不完全ながら顕現出来るようになる。また、琴里は自らの意思で封印を破り本来の力を取り戻し、後に十香も〈メドラウト〉を装備した折紙に襲われた際に本来の力を取り戻している。なお、前者の場合、精神状態が落ち着くと元通りになるが、後者の場合は再び封印を施さなければならない。
なお、その発生原因の一つとして、霊結晶（セフィラ）を与えることで人間の少女を精霊に変えてしまう謎の存在〈ファントム〉が確認されている。二亜によると、すべての精霊は〈ファントム〉によって霊結晶（セフィラ）を与えられた元人間である。精霊に変えられた後、記憶を封印されて隣界で眠らされている者と、封印されずにそのまま放置される者が存在するが、理由は不明。記憶を封印された精霊は空間震と共に現界し、人間としての記憶が残る精霊は消失すらせずそのまま現実世界にとどまっていて自主的に空間震を起こせる。なお十香のみは澪と同様の存在。
深い絶望に陥った時、“霊結晶の反転”という現象が起こり、霊結晶が反霊結晶（クリファ）へと変貌する。反転してしまった精霊は自分の名前を初め、現実世界での記憶を一切失ってしまう（もしくは人格そのものが入れ替わってしまう）。さらに身に纏う霊装は反転前に比べて若干形が変わり、暗黒色の鎧に変質する。更に天使は『魔王』という通常時の天使の形が変わり、闇色に染まった物に変わり、名前も異なる。
ウェストコットは、“反転”した十香のことを「魔王」と呼んでいる。
反転した十香によると、反転体とは霊結晶の化身で霊結晶の意思そのものであり、こちらが本来の状態で、それを始原の精霊が変化させて現在の状態にしたとのこと。
本来、人間に与えられるとその人間は暴走してしまうが、それを殺し霊結晶を回収すると、精製されており、それを繰り返すと、自我を保ったまま精霊になることができる。
空間震
発生原因不明、発生時期不定期、被害規模不確定の爆発、振動、消失、その他諸々の広域振動現象の総称であり、空間の地震と称される突発性広域災害。
発生するとその爆心地に存在する建物や地面などは巨大なクレーターを残して跡形も無く消滅し、その周辺は爆発によって甚大な被害が生じる。爆発の規模は精霊によって大きく異なる。30年前、ユーラシア大陸の中央（当時のソ連・中国・モンゴルを含む一帯）が一夜にして消失し1億5000万人の死傷者を出した〈ユーラシア大空災〉を皮切りに世界各地で小規模の空間震が頻発した（地球上の全大陸・北極・海上、さらには小さな島々でも確認された）が、その6カ月後に東京都南部から神奈川県北部にかけての一帯で起こった〈南関東大空災〉を最後に一時は途絶えていたものの、5年前から士道達の住む天宮市周辺で再び発生し始めた。しかし、なぜか狂三だけは空間震が途絶えていた頃にも関わらず7年も前からこの世界に現界していた。空間の地震の名の通り、爆発する直前に“余震”が起こる。
精霊の存在を知らない一般人にはその発生原因は知らされていないが、〈ラタトスク〉やASTなど精霊の存在を知る者たちは隣界に存在する精霊が、こちらの世界に現界する際に発生する空間の揺らぎによって発生する大爆発とそれによる被害と認識していたが、空間震を発生させずに精霊が現界（静粛現界）することもあるため、その発生原因は謎に包まれている。なお、精霊の中には自分の意思で空間震を発生させる者も存在するが、同規模の空間震を同時にぶつけると相殺することが出来る。
現界/消失
普段は隣界で休眠状態にある精霊がこちらの世界に出現することを「現界」、こちらの世界から隣界に戻ることを「消失」（ロスト）という。隣界で眠っている精霊が何らかの理由でこちらの世界に“引っ張られ”て空間震と共に「現界」し、時間が経つと再び隣界へと「消失」する。何れも精霊の意志とは無関係に発生するため、発生原因は精霊自身にも分からないという。また、「現界」する際、空間震が発生する場合と発生しない場合があり、前者の場合を「通常現界」、後者を「静粛現界」と分類されているが、なぜそのような違いが生じる理由も分かっていない。
なお、士道に力を封印された精霊はこちらの世界から「消失」することが出来なくなる。
隣界にいる間は休眠しているとされているが、ウェストコットによると実際の所は隣界にいる時には“反転”している模様。
ラタトスク機関
精霊との対話による空間震災害の平和的な解決を目指して結成された秘密組織。空中艦〈フラクシナス〉を拠点とし、最高幹部連である円卓会議の元、五河琴里を司令官とし、精霊の保護の名の下に様々な有志が集まって結成された。
琴里曰く、士道をサポートするために作られた組織。その実情としては組織の方針が士道の体質と合致していたにすぎず、ウッドマンの一派を除いた最高幹部たちは精霊たちの力が自分の利益になるという下心があったりなど、一枚岩とはとうてい言えない状況にある。士道の暴走時には、士道が暴走した時の処理のために衛星軌道上に設置されていた〈ダインスレイフ〉を他の最高幹部たちが勝手に使用するという事態になってしまった。17巻での決戦では、〈フラクシナス〉の姉妹艦である〈ウルムス〉を始めとする総勢五隻の空中戦艦を投入した。
フラクシナス
ラタトスク機関が誇る最新鋭空中艦。型式番号はASS-004。全長252m（〈世界樹の葉〉を除く）、全幅120m。
琴理が指揮する実質的な〈ラタトスク〉の母艦。艦後方の独特の形状から、世界樹という愛称を持つ。大型の基礎顕現装置（ベーシック・リアライザ）AR-008を10基、それらをコントロールする制御顕現装置（コントロール・リアライザ）を8基搭載しており、艦体の周囲には恒常随意領域（パーマネント・テリトリー）を常に展開している。外部から視認・観測を防ぐ不可視迷彩（インビジブル）と領域に鳥や飛行機などが接触した際に艦を自動で回避する自動回避（アヴォイド）を常時発動しているため、外部から観測されることはほとんどない。艦内には、令音の解析結果と精霊の脈拍などを踏まえて瞬時に選択肢を提示する高性能なAIだけでなく、主要兵装に攻撃用の収束魔力砲〈ミストルティン〉や、精霊と接続することで〈ミストルティン〉でも破壊できない物体を破壊させる威力を有する精霊霊力砲〈グングニル〉、小型の顕現装置を搭載し独立端末として使える汎用独立ユニット〈世界樹の葉（ユグド・フォリウム）〉を搭載している。さらに地上との転送装置なども完備し、DEM社製の空中艦を凌駕する性能を誇る。反転した折紙によって破壊されたために、改修された。
原作5巻巻末にて海老川兼武によるデザイン画とスペックが収録されている。
フラクシナスEX（エクス・ケルシオル）
修理改修が完了したフラクシナス。型式番号はASS-004-2。全長255m、全幅115m。改変前の世界でエレンの〈ゲーティア〉に一方的に叩きのめされたことと、改変後の世界で反転した折紙に破壊されたことを反省点とした改修が行われている。これまでは対話式コミュニケーションができなかったAIに、その機能を追加している。精霊の攻撃にもある程度耐えられるほどに機能は向上している。
原作16巻巻末にて海老川兼武によるデザイン画とスペックが収録されている。

ゲーティア
DEM社のエレン専用の空中艦。複数の人間のクルーで動かすことを前提とする〈フラクシナス〉やDEM社製の〈アルバテル〉や〈ヘプタメロン〉といった他の艦とは明確に異なり、全ての操作をエレン一人で行う純粋な戦闘艦。事実上、エレン専用の超大型CR-ユニットという方が近い。
対精霊部隊（アンチ・スピリット・チーム）
通称：AST。その名の通り、精霊を武力によって殲滅することを目的とした特殊部隊の総称。作中でASTを指すのは陸上自衛隊所属の部隊だが、各国にも同様の部隊が存在する。
隊員はCR-ユニットを扱う「現代の魔導師」（ウィザード）とも言える存在だが、ユニットの使用適性を持つ者はごく少数で、かつユニット使用のためには頭部に脳波を増幅させるための機械を埋め込む必要がある。そのため、折紙のような未成年者も適性が認められれば隊員として徴用される。しかしなぜか、女性が多い。
顕現装置（リアライザ）
30年前に人類が手にした禁断のテクノロジー。コンピューター上での演算結果を物理法則を歪めて現実世界に再現する、いわば科学技術を持って「魔法」を再現する技術および装置の総称。一般人には存在が知られていないが、CR-ユニットを初め、医療用・補強用など様々な種類が存在する。空間震や精霊とASTとの戦闘で破壊された建物を修復しているのも、顕現装置を用いた陸自の災害復興部隊であり、ビルくらいなら一晩で修復させてしまう。代謝機能の操作で若い肉体を保つことができるらしく、ウェストコットとエレンといった数名がそう使って外見年齢に一致していない年齢をしていることを示唆されている。
CR-ユニット
「戦術顕現装置搭載ユニット」（コンバット・リアライザユニット）の略。顕現装置を戦術的に運用するための装備の総称。防護服である着用型接続装置（ワイヤリングスーツ）と武装が小型のデバイスに格納されており、起動するとこれらを瞬時に装着することが出来る。標準装備として、ワイヤリングスーツに搭載されている基礎顕現装置が発動すると同時に自分の周囲数メートルに見えない領域「随意領域」（テリトリー）を展開する機能がある。随意領域は文字通り、使用者の思い通りになる空間でありCR-ユニットの要でもある。DEM社製の顕現装置自体はDEM社の製造だが、それをCR-ユニットにする工程の時には他の企業へと委託している。
アシュクロフト
特殊機能を搭載した新型CR-ユニットのシリーズ。第三世代型顕現装置。厳重なセキュリティがかけられており、一度認証が完了すると、専用の解除キーを使わない限り認証者以外は使用できない。
防制随意領域の組成に特化した1号機〈アリス〉、随意領域を阻害する結界を作り出す2号機〈ジャバウォック〉、遠隔攻撃に特化した3号機〈レオン〉、近距離攻撃に特化した4号機〈ユニコーン〉、回復処理能力と装甲透過装備〈キティファング〉を持つ5号機〈チェシャー・キャット〉が先行して開発された。
通常のCR-ユニットとは比較にならない性能を持つもそれぞれが一点の能力に特化しているため、一般のCR-ユニットに比べるとバランスが悪く弱点が大きいという欠点を持つ。
実はそのコアには分割されたアルテミシアの脳内情報が使われており、これにより装着者はアルテミシアの高い随意領域の能力を使用することが出来る。
エドガーがウェストコットから社長の座を奪うために製作されたものであり、対精霊用ではなく、対魔術師用の顕現装置。そのため〈ジャバウォック〉には随意領域阻害能力以外に、他の〈アシュクロフト〉と一方的にリンクしてその能力を使う機能が存在する。人間の脳をモデルとして作られているために顕現装置単独での行動が可能で、初期型5機に分散されていたアルテミシアの意識の怒りの共鳴により集合体の怪物と化すといった常軌を逸したことが可能。
後に開発されたβ型はアスガルド社製との差をかなり詰め、不可視迷彩が可能となり、DEM社の空中艦、および〈バンダースナッチ〉に搭載されている。初期型5基の特性であった人間の脳のモデルが由来であるためか従来のCR-ユニットではできなかった生身の人間の脳を介して顕現装置を動かすといったことをせずとも、〈バンダースナッチ〉は無人として行動可能。非常に特殊かつ、機密性の高いものであるため、DEMの中でもこれの生産工場は非常に限られている。
DW-029・討滅兵装〈ホワイト・リコリス〉
DEM社が開発した実験機で、大型レイザーブレード〈クリーヴリーフ〉二本、50.5cm魔力砲〈ブラスターク〉二門、機銃やミサイルなどの武装を格納した大容量ウェポンコンテナ〈ルートボックス〉を8基装備しており、日下部曰く「AST一個中隊の火力を一個人にぶち込んだような頭のおかしいユニット」。
あまりの巨体ゆえに機動力は乏しいが、防性随意領域を周囲に展開することで高い防御力を備えている他、指向性随意領域を任意の座標（相手の周辺など）に展開して動きを封じると同時に、随意領域内に火器を撃ち込んで爆発の破壊力を四散させず、より大きなダメージを与えることも出来る。
圧倒的な攻撃力と堅牢な防御力を備え、理論値では精霊を倒せるほどの火力を持つが、製造過程において性能を重視するあまり使用者の脳にかかる負担を全く考慮せず開発されており、実際に各国のパイロットより優秀なDEMテストパイロットをわずか30分で廃人に至らしめた“最強の欠陥機”である。
姉妹機として実験用に作られた赤い装甲のDW-029R〈スカーレット・リコリス〉が存在する。違いとしては塗料が違う程度で、それだけで重量にわずかながらに差が出ている。
ヴァナルガンド
〈ラタトスク〉に積まれていた蒼と黒のCR-ユニット。真那専用に調整されており、両手両足胸部を覆う流線型の装甲と背に巨大なスラスターパーツを持ち、右手にレイザーエッジ〈ヴォルフテイル〉と左腕に魔力砲を内蔵したクラッシャー〈ヴォルフファング〉を装備している。性能は一般的なDEM製のCR-ユニットを遥かに凌ぐ。
AW-111〈ブリュンヒルデ〉
〈ラタトスク〉が開発した最新型のCR-ユニット。周囲の魔力や霊力を吸収して刃を形成するレイザースピア〈エインヘリヤル〉を有する。折紙が使うことで限定霊装と融合した形となる。

デウス・エクス・マキナ・インダストリー
イギリスに本社を置く世界屈指の大企業。通称DEM社。幅広い事業を展開しているが、中でも顕現装置においてはシェアの大半を占めており、自衛隊を初めとした各国の軍部にも提供している。また、有能な専属魔導師や顕現装置を内蔵した兵器など、国家によらない独自の武力も有している。
しかしその裏で目的のためには人命を犠牲にすることを厭わないなど、倫理観に欠けた行動をとっている。しかも国家の機関に対して様々な内部干渉を行ったり、極秘実験施設のある島を秘匿するなど強力な権力を持っている。17巻での決戦では、旗艦〈レメゲトン〉を始めとする〈ホノリウス〉や〈アルマンダル〉や〈ガルドラボーグ〉や〈ノトリア〉や〈ピカトリクス〉や〈アルベール〉などの空中戦艦を投入してきた。
アスガルド・エレクトロニクス
アメリカに本社を置く〈ラタトスク〉の母体となっている企業。顕現装置の製造技術はDEM社を上回っている。
岡峰重工
岡峰美紀恵と岡峰珠恵の実家の企業。DEM社やASTと関係しているらしく、新型顕現装置〈アシュクロフト〉シリーズの一つであるI型"アリス"を保管している。
スペシャル・ソーサリィ・サーヴィス
通称SSS。イギリス陸軍所属の対精霊部隊。同じイギリスに本拠を置くDEM社との親交が深いために他国の対精霊部隊よりも汎用化前のユニットを試験的に融通されている面が上回っている。
天宮市
南関東大空災によって更地になった東京都南部から神奈川県北部にかけての一帯を様々な最新技術の実験都市として再開発した場所。神経質なほど空間震に対して敏感に再開発されており公共施設の地下はもちろん、一般家庭にもシェルターが設置されている。そのためシェルターの普及率は全国1位になっている。
精霊マンション
五河家の隣の敷地に建てられているマンションで、〈ラタトスク〉により保護された精霊たちが揃って住む。マンションの物件としての名前はグラズヘイムマンション。霊力暴走時のことを考慮し頑丈に造られている。部屋割りは、十香が410号室、四糸乃が405号室、八舞姉妹が802号室、七罪が最上階の一番端の部屋（部屋番号は不明）になっている。元々人間である琴里・美九・折紙・二亜は自宅があるためここには住んでいないが、部屋が余っているため泊まることもある。
ネリル島
DEM社が人体実験などの非合法な研究をしている太平洋上の島。地図にも載ってはいない。「資材A」こと二亜がこの島に監禁され、様々な拷問や実験を受けていたが、彼女を探していた狂三に襲撃された。
隣界
精霊が存在していた世界。本編中では詳しく語られておらず、『デート・ア・バレット』にて詳細が語られた。一から一〇の領域に分かれており、一に近づくほど現実の世界に近づくとされている。現在は精霊の代わりに準精霊が存在している。
隣界編成（コンパイル）
現実にいる精霊の感情が大きく揺れ動いた時、隣界に大きく影響を与えること。これに巻き込まれた準精霊は、領域の精霊の記憶を体験する。体験した準精霊は、何かしらの影響を受けたり、少年に恋してしまったり、儚失とも無縁になる。そのため、その少年のことは一種の伝説となっている。
天へ至る路（シャマイム・クヴィシュ）
隣界の各領域に接続している門。霊体を同調させて通り抜けられるが、下手すれば門と融合してしまう。

準精霊
隣界の住人。かつて人間だった少女たちで、人間だった時のことを覚えている者もいれば、ほとんど覚えていない者もいる。それぞれが固有の無銘天使と霊装を持つ。夢を持たなければ生きていけず、夢を持たない場合、体が少しずつ消えていってしまい、儚失（ロスト）してしまう。
霊属という属性を持ち、第一[ケテル]（光）、第二[コクマー]（情報）、第三[ビナー]（影）、第四[ケセド]（氷）、第五[ゲブラー]（炎）、第六［テイファレト］（封印）、第七［ネツアク］（変化）、第八［ホド］（風）、第九［イエソド］（音）、第一〇［マルクト］（物質）の10種類が存在する。準精霊のうち、第一、第四、第五、第八、第九、第一〇が全体の八割以上を占め、残りが第二、第六、第七で、第三は1%にも満たない。
エンプティ
儚失とは異なる、準精霊の成れの果ての少女たちの総称。外観としては白髪になるのが共通点。自己主張すらしなくなる廃人に近い状態のため、準精霊達からはいてもいなくてもいい存在として扱われている。自分が死人であることを思い出してしまったある準精霊はエンプティ化を止められなくなってしまった。
支配者（ドミニオン）
精霊がいなくなった後の隣界の支配者で、準精霊でありながら精霊に近いと云われる存在。

## 漫画
デート・ア・ライブ
『月刊少年エース』（角川書店）にて2012年6月号より連載開始。作画はringo。
原作第1巻からコミカライズしていたが、ringoの体調不良により休載が続き、2013年4月号で連載終了が告知された。2012年12月号、2013年1月号掲載分は単行本未収録となる。
デート・ア・ライブ 十香デッドエンド
『月刊少年エース』2014年1月号から2014年12月号まで連載された（番外編含む）。作画は犬威赤彦。ringo版の仕切り直しで原作1巻の最初から最後までをコミカライズしている。
デート・ア・ストライク
『月刊ドラゴンエイジ』にて2012年4月号から2014年1月号まで連載された。作画は鬼八頭かかし。折紙を主人公としたスピンオフ作品。時系列では本編2巻と3巻の間に相当する。
デート・ア・パーティー
『月刊ドラゴンエイジ』にて2014年2月号から2014年7月号まで連載された。作画はひなもりゆい。士道たちの日常を描いたスピンオフ作品。
デイト・ア・オリガミ
『ドラゴンマガジン』にて2012年1月号から2013年9月号まで、および『エイジプレミアム』にて2012年5月号から2013年4月号まで、それぞれ連載された。作画は珠月まや。
原作とは無関係の4コマ漫画で、オリジナルキャラクターのロボ折紙が登場する。
単行本にはドラゴンマガジン分は2013年1月号まで、エイジプレミアム分は2012年12月号までしか収録されておらず、テレビアニメ第2期にあわせて2014年7月号に一時復活したが、その内容も単行本未収録である。

## 既刊一覧

### 小説
- 橘公司（著）・つなこ（イラスト）、富士見書房→KADOKAWA〈富士見ファンタジア文庫〉、全22巻
  - 『デート・ア・ライブ 十香デッドエンド』、2011年3月25日初版発行（3月19日発売[29]）、ISBN 978-4-8291-3623-2
  - 『デート・ア・ライブ2 四糸乃パペット』、2011年8月25日初版発行（8月20日発売[30]）、ISBN 978-4-8291-3672-0
  - 『デート・ア・ライブ3 狂三キラー』、2011年11月25日初版発行（11月19日発売[31]）、ISBN 978-4-8291-3704-8
  - 『デート・ア・ライブ4 五河シスター』、2012年3月25日初版発行（3月17日発売[32]）、ISBN 978-4-8291-3744-4
  - 『デート・ア・ライブ5 八舞テンペスト』、2012年8月25日初版発行（8月17日発売[33]）、ISBN 978-4-8291-3795-6
  - 『デート・ア・ライブ6 美九リリィ』、2012年12月25日初版発行（12月20日発売[34]）、ISBN 978-4-8291-3835-9
    - 『にいてんご付き限定版』、2012年12月13日発売[35]、ISBN 978-4-8291-7710-5

  - 『デート・ア・ライブ7 美九トゥルース』、2013年3月25日初版発行（3月19日発売[36]）、ISBN 978-4-8291-3871-7
  - 『デート・ア・ライブ8 七罪サーチ』、2013年9月25日初版発行（9月20日発売[37]）、ISBN 978-4-8291-3938-7
  - 『デート・ア・ライブ9 七罪チェンジ』、2013年12月25日初版発行（12月20日発売[38]）、ISBN 978-4-04-712974-0
    - 『Blu-ray付き限定版』、2013年12月6日発売[39]、ISBN 978-4-04-712937-5

  - 『デート・ア・ライブ10 鳶一エンジェル』、2014年3月25日初版発行（3月20日発売[40]）、ISBN 978-4-04-070066-3
  - 『デート・ア・ライブ11 鳶一デビル』、2014年9月25日初版発行（9月20日発売[41]）、ISBN 978-4-04-070143-1
  - 『デート・ア・ライブ12 五河ディザスター』、2015年6月25日初版発行（6月25日発売[42]）、ISBN 978-4-04-070151-6
  - 『デート・ア・ライブ13 二亜クリエイション』、2015年10月25日初版発行（10月20日発売[43]）、ISBN 978-4-04-070694-8
  - 『デート・ア・ライブ14 六喰プラネット』、2016年3月25日初版発行（3月19日発売[44]）、ISBN 978-4-04-070695-5
  - 『デート・ア・ライブ15 六喰ファミリー』、2016年9月25日初版発行（9月17日発売[45]）、ISBN 978-4-04-070927-7
  - 『デート・ア・ライブ16 狂三リフレイン』、2017年3月20日初版発行（3月18日発売[46]）、ISBN 978-4-04-070928-4
  - 『デート・ア・ライブ17 狂三ラグナロク』、2017年8月20日初版発行（8月19日発売[47]）、ISBN 978-4-04-070929-1
  - 『デート・ア・ライブ18 澪ゲームオーバー』、2018年3月20日初版発行（同日発売[48]）、ISBN 978-4-04-072565-9
  - 『デート・ア・ライブ19 澪トゥルーエンド』、2018年8月20日初版発行（8月18日発売[49]）、ISBN 978-4-04-072821-6
  - 『デート・ア・ライブ20 十香ワールド』、2019年3月20日初版発行（同日発売[50]）、ISBN 978-4-04-072822-3
  - 『デート・ア・ライブ21 十香グッドエンド 上』、2019年10月20日初版発行（10月19日発売[51]）、ISBN 978-4-04-073267-1
  - 『デート・ア・ライブ22 十香グッドエンド 下』、2020年3月20日初版発行（3月19日発売[52]）、ISBN 978-4-04-073581-8
- 橘公司（著）・つなこ（イラスト） 『デート・ア・ライブ アンコール』 富士見書房→KADOKAWA〈富士見ファンタジア文庫〉、既刊11巻（2022年5月20日現在）
  1. 2013年5月25日初版発行（5月18日発売[53]）、ISBN 978-4-8291-3892-2
  2. 2014年5月25日初版発行（5月20日発売[54]）、ISBN 978-4-04-070116-5
  3. 2014年12月25日初版発行（12月20日発売[55]）、ISBN 978-4-04-070149-3
    - Blu-ray付き限定版（2014年12月9日発売[56]）、ISBN 978-4-04-070083-0

  4. 2015年8月25日初版発行（8月20日発売[57]）、ISBN 978-4-04-070696-2
  5. 2016年5月25日初版発行（5月20日発売[58]）、ISBN 978-4-04-070926-0
  6. 2016年12月20日初版発行（同日発売[59]）、ISBN 978-4-04-072092-0
  7. 2017年12月20日初版発行（同日発売[60]）、ISBN 978-4-04-072564-2
  8. 2018年10月20日初版発行（同日発売[61]）、ISBN 978-4-04-072943-5
  9. 2019年7月20日初版発行（同日発売[62]）、ISBN 978-4-04-073269-5
  10. 2020年8月20日初版発行（同日発売[63]）、ISBN 978-4-04-073270-1
  11. 2022年5月20日初版発行（同日発売[64]）、ISBN 978-4-04-074603-6
- 東出祐一郎（著）・橘公司（原案・監修）・NOCO（イラスト） 『デート・ア・ライブ フラグメント デート・ア・バレット』 KADOKAWA〈富士見ファンタジア文庫〉、全8巻
  1. 2017年3月20日初版発行（3月18日発売[65]）、ISBN 978-4-04-072239-9
  2. 2017年8月20日初版発行（8月19日発売[66]）、ISBN 978-4-04-072240-5
  3. 2018年4月20日初版発行（同日発売[67]）、ISBN 978-4-04-072566-6
  4. 2018年8月20日初版発行（8月18日発売[68]）、ISBN 978-4-04-072872-8
  5. 2019年3月20日初版発行（同日発売[69]）、ISBN 978-4-04-073105-6
  6. 2020年3月20日初版発行（3月19日発売[70]）、ISBN 978-4-04-073372-2
  7. 2020年11月20日初版発行（同日発売[71]）、ISBN 978-4-04-073779-9
  8. 2022年1月20日初版発行（同日発売[72]）、ISBN 978-4-04-074363-9
- 橘公司、大森藤ノ、志瑞祐、東出祐一郎、羊太郎（著）・つなこ（イラスト） 『デート・ア・ライブ アナザールート』 KADOKAWA〈富士見ファンタジア文庫〉、2022年1月20日初版発行（同日発売[73]）、ISBN 978-4-04-074364-6
- 橘公司（著）・つなこ（イラスト）、KADOKAWA〈富士見ファンタジア文庫〉、既刊2巻（2025年2月20日現在）
  - 『魔術探偵・時崎狂三の事件簿』2023年10月20日発売[74]、ISBN 978-4-04-075182-5
  - 『魔術探偵・時崎狂三の回顧録』2025年2月20日発売[75]、ISBN 978-4-04-075778-0

### 漫画
原作者は橘公司、キャラクター原案はつなこ。
- ringo（作画） 『デート・ア・ライブ』 角川書店〈角川コミックス・エース〉、2012年8月21日発売[76]、ISBN 978-4-0412-0446-7
- 鬼八頭かかし（作画） 『デート・ア・ストライク』 富士見書房→KADOKAWA〈ドラゴンコミックスエイジ〉、全4巻
  1. 2012年9月6日発売[77]、ISBN 978-4-04-712826-2
  2. 2013年3月7日発売[78]、ISBN 978-4-04-712859-0
  3. 2013年7月9日発売[79]、ISBN 978-4-04-712880-4
  4. 2014年3月8日発売[80]、ISBN 978-4-04-070048-9
- 珠月まや（作画） 『デイト・ア・オリガミ』 富士見書房〈ドラゴンコミックスエイジ〉、2013年3月7日発売[81]、ISBN 978-4-04-712864-4
- 犬威赤彦（作画） 『デート・ア・ライブ 十香デッドエンド』 KADOKAWA〈角川コミックス・エース〉、全3巻
  1. 2014年3月20日発売[82]、ISBN 978-4-04-121051-2
  2. 2014年5月26日発売[83]、ISBN 978-4-04-121113-7
  3. 2014年12月26日発売[84]、ISBN 978-4-04-102457-7
- ひなもりゆい（作画） 『デート・ア・パーティー』 KADOKAWA〈ドラゴンコミックスエイジ〉、2014年6月9日発売[85]、ISBN 978-4-04-070185-1

### 関連書籍
- 『デート・ア・ライブ 水着ボックス にいてんご×3』2014年1月18日発売[86]、ISBN 978-4-04-712938-2
- 『デート・ア・ライブ マテリアル』2015年3月25日初版発行（3月20日発売[87]）、ISBN 978-4-04-070548-4
- 『デート・ア・ライブ つなこ画集 SPIRIT』2017年3月18日発売[88]、ISBN 978-4-04-072183-5
- 『デート・ア・ライブ マテリアル2』2021年9月18日発売[89]、ISBN 978-4-04-073887-1
- 『デート・ア・バレット NOCO画集 NIGHTMARE』2022年7月20日発売[90]、ISBN 978-4-04-074606-7

## アニメ
テレビアニメ第1期はTOKYO MXほかにて2013年4月から6月まで放送された。第2期は2014年4月から6月まで、第3期は2019年1月から3月まで、第4期は2022年4月から6月まで、第5期は2024年4月から6月までそれぞれ放送された 。
2015年8月に劇場アニメ『劇場版デート・ア・ライブ 万由里ジャッジメント』が公開された。
スピンオフ小説『デート・ア・ライブ フラグメント デート・ア・バレット』を映像化したOVAが2020年8月に前編『デッド・オア・バレット』、同年11月に後編『ナイトメア・オア・クイーン』としてそれぞれイベント上映された。
2025年4月には新プロジェクトの始動が発表された。

## ゲーム

### コンシューマーゲーム
ジャンルは「精霊攻略アドベンチャー」。原作者の橘公司が監修として携わっており、原作のイラストを担当するつなこがキャラクター原案を担当している。開発はスティング、販売はコンパイルハート。登場人物の台詞は士道のものを除きフルボイスである。
デート・ア・ライブ 凜祢ユートピア（デート・ア・ライブ りんねユートピア）
2012年11月に発表され2013年6月27日に発売された、PlayStation 3専用ソフト。ゲームオリジナルキャラクターとして園神凜祢が登場する。時系列では本編4巻と5巻の間に相当する。限定版、通常版、ダウンロード版の3種類が発売されており、限定版には橘書き下ろしの短編小説『凜祢バスタイム』、キャラクター紹介、原作イラストのつなこによるラフ画像とショート漫画を収録した小冊子、オリジナルドラマCDが付属する。
デート・ア・ライブ 或守インストール（デート・ア・ライブ あるすインストール）
2013年12月に発表され2014年6月26日に発売された、PlayStation 3専用ソフト。ゲームオリジナルキャラクターとして或守鞠亜と或守鞠奈が登場する。時系列では本編7巻と8巻の間に相当する。限定版、通常版、ダウンロード版の3種類が発売されている。ファミ通クロスレビューにて30点を獲得し、シルバー殿堂入りを果たした。
デート・ア・ライブ Twin Edition 凜緒リンカーネイション（デート・ア・ライブ ツイン エディション りおリンカーネイション）
2014年12月に発表され2015年7月30日に発売された、PlayStation Vita専用ソフト。『凜祢ユートピア』と『或守インストール』に新キャラクターと新規シナリオを追加した事実上の続編。ゲームオリジナルキャラクターとして園神凜緒が登場する。時系列では『或守インストール』と本編8巻の間に相当する。
デート・ア・ライブ 凜緒リンカーネイション HD（デート・ア・ライブ りおリンカーネイション エイチディー）
2017年10月12日に発売された、『凜緒リンカーネイション』のPlayStation 4移植版。
デート・ア・ライブ 蓮ディストピア（デート・ア・ライブ れんディストピア）
2020年9月24日に発売された、PlayStation 4専用ソフト。ゲームオリジナルキャラクターとして蓮が登場する。

#### 主題歌
「デート・イン・ユートピア」
sweet ARMSによる『凜祢ユートピア』オープニングテーマ。作詞は渡部紫緒、作曲と編曲は坂部剛。
「きっと ずっと」
sweet ARMSによる『凜祢ユートピア』エンディングテーマ。作詞は渡部紫緒、作曲と編曲は坂部剛。
「インストレーション」
sweet ARMSによる『或守インストール』オープニングテーマ。作詞は渡部紫緒、作曲と編曲は坂部剛。
「エターナルワールド」
佐土原かおりによる『或守インストール』エンディングテーマ。作詞は高瀬愛虹、作曲と編曲は桜庭統。
「Key of Truth」
sweet ARMSによる『凜緒リンカーネイション』オープニングテーマ。作詞は大森祥子、作曲は松浦勇気、編曲は宮崎誠。
「Not Forget」
味里による『凜緒リンカーネイション』エンディングテーマ。作詞は大森祥子、作曲は松浦勇気、編曲は宮崎誠。
「甘言誘惑Receptor」
sweet ARMSによる『蓮ディストピア』オープニングテーマ。作詞は野水伊織、作曲と編曲は坪田修平（TRYTONELABO）。

### モバイルゲーム
デート・ア・ライブ
そらゆめが開発したアイテム課金制のソーシャルゲーム。GREEにて2013年11月5日から、Mobageにて12月26日から、スマートフォン版mixiゲームやそらゆめが運営するジュゲム!のフィーチャーフォン版でもサービス提供されている。2015年2月9日にサービス終了。
デート・ア・ライブII
そらゆめが開発したアイテム課金制のソーシャルゲーム。GREEにて2014年10月17日から、Mobage・mixiゲーム・そらゆめが運営するCROSSにて10月23日から、にじよめにて2015年7月21日から、にじよめのPCブラウザ版にて2016年6月28日からサービスが提供されていたが、2017年3月15日にサービスが終了した。
ファンタジア・リビルド
2020年12月17日より配信されているPC・iOS・Android用アプリゲーム。ファンタジア文庫作品のクロスオーバーRPGで、リリース時より本作のキャラクターが登場する。また、橘公司が全体構成・世界観およびメインシナリオのライターの一員として参加している。2021年12月17日にサービスが終了した。
デート・ア・ライブ 精霊クライシス
2022年10月28日より配信されているiOS・Android用アプリゲーム。2025年2月28日にサービスが終了した。

### 海外向けゲーム
デート・ア・ライブ 約戦：精霊再臨
中華人民共和国向けのスマートフォン対応ゲーム。アクセスブライトと中国黒桃互動社が2018年9月21日に配信開始。